# Schwabach
Schwabach er en by i den tyske delstat Bayern, i det sydlige Tyskland.